# Romāns Naudiņš
Romāns Naudiņš (ur. 21 października 1980 w Valmierze jako Romāns Ibragimovs) – łotewski policjant, przedsiębiorca, samorządowiec i polityk. Poseł na Sejm Republiki Łotewskiej XI i XII kadencji, w 2014 minister ochrony środowiska i rozwoju regionalnego w pierwszym rządzie Laimdoty Straujumy.

## Życiorys
Ukończył szkołę średnią im. Westharda w Valmierze. W klasie maturalnej napisał pracę naukowo-badawczą pt. Narkokriminalitāte Latvijas Republikā, za którą otrzymał srebrny dyplom Ministerstwa Oświaty. Podjął studia w Łotewskiej Akademii Policyjnej, następnie pracował jako śledczy w łotewskiej policji. Po odejściu z tej służby założył własną firmę „Baltijas Floristika” zajmującą się produkcją i eksportem prezentów oraz florystyką. Był doradcą ministrów gospodarki i transportu do spraw regionalnych oraz współpracy z krajami Wspólnoty Niepodległych Państw. Został założycielem i członkiem władz funduszu na rzecz pomnika 4 Valmierskiego Pułku Piechoty, a także prezesem zarządu spółki Nord Moos.
Bez powodzenia ubiegał się o mandat poselski w wyborach 2006. W wyborach samorządowych w 2009 uzyskał mandat radnego Valmiery z koalicyjnej listy Dla Ojczyzny i Wolności/LNNK i „Wszystko dla Łotwy!”. W wyborach w 2010 ponownie bez powodzenia ubiegał się o mandat poselski z ramienia „Wszystko dla Łotwy!”-TB/LNNK w okręgu Vidzeme. W wyborach w 2011 uzyskał po raz pierwszy mandat posła na Sejm XI kadencji. 27 marca Sejm wybrał go na stanowisko ministra ochrony środowiska i rozwoju regionalnego w rządzie Laimdoty Straujumy. W wyborach w 2014 uzyskał reelekcję do Sejmu XII kadencji z listy narodowców. Nie wszedł w skład drugiego rządu dotychczasowej premier. W 2018 został wybrany na kolejną kadencję łotewskiego parlamentu.

## Życie prywatne
Żonaty, ma syna.